# Starominskaja
Starominskaja (ros. Староминская) – stanica w Rosji, w Kraju Krasnodarskim, ośrodek administracyjny rejonu staromińskiego. W 2010 liczyła 29 809 mieszkańców.

## Urodzeni
- Trofim Gorb - kozacki wojskowy, kolaborant III Rzeszy.